# 李守道
李守道，祖籍不詳，元末明初政治人物。
朱元璋吴元年，時任扩廓帖木儿部将的李守道歸降。洪武四年，任吏部尚書。有侄李黼。